# 오브알부민

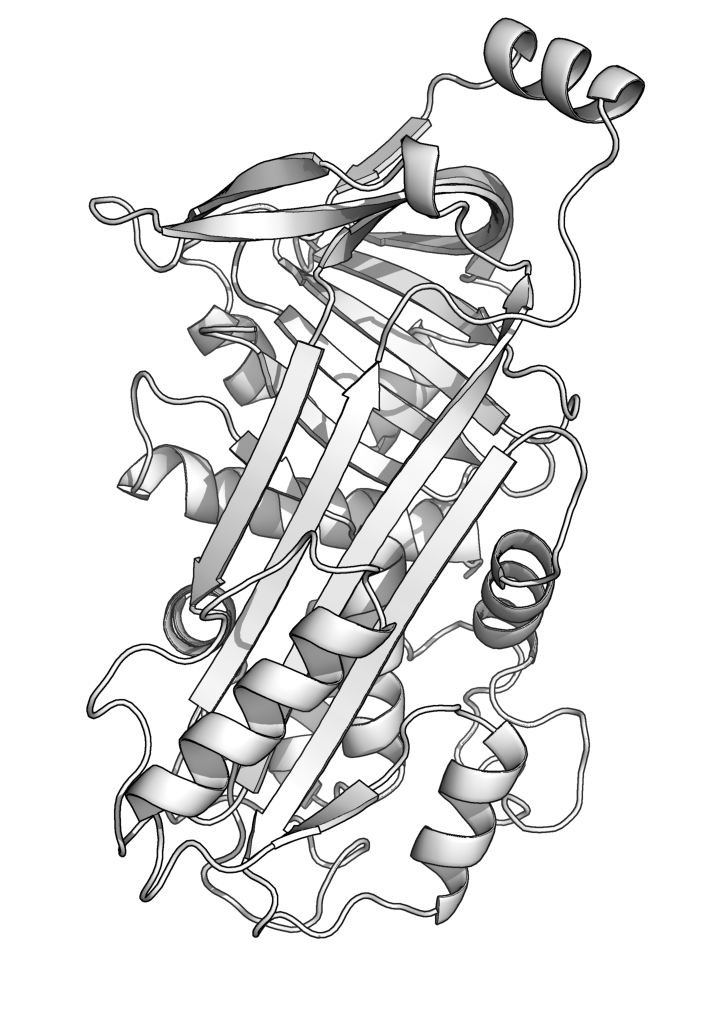
오브알부민의 구조

오브알부민(ovalbumin, OVA)은 흰자에서 볼 수 있는 주된 단백질이며, 전체 단백질의 55% 정도를 차지한다. 오브알부민은 일련의 3차원 상동성을 세르핀 상과(superfamily)에 표출하지만 대부분의 세르핀과는 달리 세린 단백질 가수 분해 효소 억제제(serine protease inhibitor)는 아니다. 오브알부민의 기능은 알려져 있지 않으나 저장 단백질로 추정된다

## 구조
닭들의 오브알부민 단백질에는 385개의 아미노산을 구성하고 있으며 상대 분자질량은 42.7 kDa이고 세르핀과 같은 구조를 택하고 있다.

## 같이 보기
- 달걀 알레르기